# 张富民
张富民（1967年—），河北滦平人，满族，中华人民共和国政治人物。

## 生平
毕业于河北省委党校在职研究生班。2013年，被选为全国人大代表。2018年2月24日，当选为第十三届全国人大代表。